# Черен кимион
Черният кимион (Nigella sativa) или челебитка е едногодишно тревисто растение от семейство Лютикови (Ranunculaceae) (в ботаническия смисъл не е родствен на кимиона (Cuminum cyminum), който е от семейството сенникоцветни). Произлиза от Югозападна Азия, но може да се срещне в района на Северна Африка. Източната медицина използва черния кимион за лечение на здравословни проблеми от всякакво естество.

## Външни белези
Висок е около 40-60 cm, а семето и маслото получено от него могат да се намерят под различни имена- черно семе, чернушка, полска челебитка, фараонско масло.

## Разпространение
Произлиза от Югозападна Азия;

## Състав
Маслото от черен кимион съдържа 100 активни компонента. Богато е на мастни киселини, ниацин, протеини, фолиева киселина, калций, цинк, желязо, тиамин, каротин и други. Сред другото съдържа:
- тимохинон – (30% -48%);
- тимол;
- тимохидрохинон;
- дитимохинон;
- цимен (7% -15%);
- карвакрол (6% -12%);
- 4-терпинеол (2% -7%);
- транс-анетол (1% -4%)

## Действие
Има положително влияние върху кашлица, използва се като противовъзпалително, има антисклеротично, антиканцерогенно и съдоразширяващо действие, силен антиоксидант, подобрява физическото и умственото състояние, заздравява мембраните на клетките. Унищожава злокачествените ракови клетки, засилва защитата срещу алергии от прах и цветен прашец, астма, повлиява акне и невродерматити, прилага се като болкоуспокояващо средство на стомаха и червата, подобрява функцията на жлъчката, облекчава болезнената менструация при жената, при ревматични и простудни заболявания;

## Приложение
В медицината – екстракт;
като подправка.